# Чън Мухуа
Чън Мухуа (на китайски: 陈慕华; на английски: Chen Muhua; 1921 – 12 май 2011 г.) е китайска комунистическа революционерка и политик, бивш вицепремиер, държавен съветник, министър на външноикономическите връзки и търговия, комисар на Националната комисия за семейно планиране, управител на Народната банка на Китай и председател на Всекитайската женска федерация. Тя е заместник-член на Политбюро на Комунистическата партия на Китай, една от малкото жени, които са влезли във висшия орган на Китай за вземане на решения.